# Mirosternus eximius
Mirosternus eximius là một loài bọ cánh cứng thuộc họ Ptinidae.